# 陳伯智
陳 伯智（ちん はくち、生没年不詳）は、南朝陳の皇族。永陽王。文帝陳蒨の十二男。字は策之。

## 経歴
陳蒨と江貴妃のあいだの子として生まれた。温厚な性格で、経書や史書を広く渉猟した。光大2年（568年）7月、永陽王に封じられた。太建年間、侍中となり、明威将軍の位を加えられ、佐史を置いた。まもなく散騎常侍の位を加えられた。太建14年（582年）、尚書左僕射に進んだ。使持節・都督東揚豊二州諸軍事・平東将軍として出向し、会稽郡内史を兼ねた。至徳2年（584年）、入朝して侍中・翊左将軍の位を受け、特進を加えられた。禎明3年（589年）、陳が滅亡すると、関中に入った。隋の大業年間、岐州司馬となり、国子司業に転じた。

## 伝記資料
- 『陳書』巻28 列伝第22
- 『南史』巻65 列伝第55